# Фрезія
Фре́зія (лат. Freesia) — рід багатолітніх африканських трав'янистих рослин родини півникових (ірисових). Є однією з найкрасивіших і найароматніших садових і кімнатних рослин.
Рослина отримала свою назву в честь німецького лікаря Фрідріха Фріза (нім. Friedrich Heinrich Theodor Freese, 1795—1876).

## Розповсюдження
Дикорослі види рослини зустрічаються виключно в Південній Африці, більшість видів розповсюджені в Капській провінції, яка входить до складу Південно-Африканської Республіки (ПАР). Налічують близько десяти видів дикорослих фрізей. Через своє місце розповсюдження фрізею ще часто називають «капською конвалією».

## Види
Рід нараховує близько 16 видів.

## Опис рослини
Висота рослини становить від 20 до 70 см, та деякі види досягають в довжину до 1 м. Стовбур рослини голий та сильно розгалужений. Листя фрізеї лінійні з яскраво виділеною центральною жилкою. Довжина листка становить від 15 до 20 см, а ширина — близько 1 см.
Квіток на стеблі може бути від однієї до п'яти, зібраних в слабо розгалужене суцвіття. Квіти дуже ароматні довжиною від 3 до 5 см з широким горлечком, ширина якого може досягати 6 см. В квітці знаходять 3 тичинки, які прикріплені всередині трубки. Зав'язь багатогніздна, насіннєві коробочки маленькі, а насіння подовгувато-округле.
Забарвлення квітів зустрічається найрізноманітніше: білий, жовтий, помаранчевий, кремовий, червоний, блакитний, фіолетовий — ці та інші кольори знайшли своє яскраве відображення в квітах неповторної фрізеї.

## Використання
Фрізея набула широкого застосування як декоративна рослина з початку 19 століття. В садівництві найбільш популярним видом є фрізея гібридна (Freesia hybrida), яка налічує близько 150 сортів. Як і багато інших тропічних декоративних рослин, фрізея потребує особливо дбайливого догляду при вирощування і посадці. Та завдяки своєму різноманітному забарвленню, а також витонченому аромату, який нагадує запах конвалії, фрізея є неповторною окрасою саду, який набуває приємного аромату і яскравих кольорів. Тому фрізея є улюбленцем багатьох любителів садових і кімнатних квітів.

## Розмноження та вирощування
Розмножується фрізея насінням і цибулинами, які висаджують навесні в субстрат (суміш природних компонентів і органічного добрива), товщина шару якого повинна становити приблизно 15-20 см. Субстрат повинен бути рихлим і добре пропускати воду, так як фрізея потребує регулярного поливу.
Садову фрізею можна садити тільки в ґрунт, який прогрівся до 10°С. Глибина посадки повинна становити близько 4-6 см. Починає цвісти рослина приблизно через 100—120 днів після здійснення посадки. Теплолюбиві фрізеї не витримують морозів, тому восени цибулини необхідно викопати, промити і добре просушити. Зберігають цибулини до наступної висадки в теплих (до 20°С) та сухих приміщеннях.